# 图西 (约讷省)
图西（法語：Toucy，法語發音：[tusi] ⓘ），法国中北部城市，勃艮第-弗朗什-孔泰大区约讷省的一个市镇，隶属于欧塞尔区，其市镇面积为34.85平方公里，2022年1月1日时人口数量为2,562人，在法国城市中排名第4,208位。
图西位于约讷省西部，瓦讷河畔，是一个区域性的中心城市，多条公路在此交汇。法国百科全书编纂家皮埃尔·拉鲁斯出生于图西。

## 地名来源
“Toucy”最初以“Toutiacus”的形式被记载，该名称可能出自天主教人物“Tetricus”。

## 历史

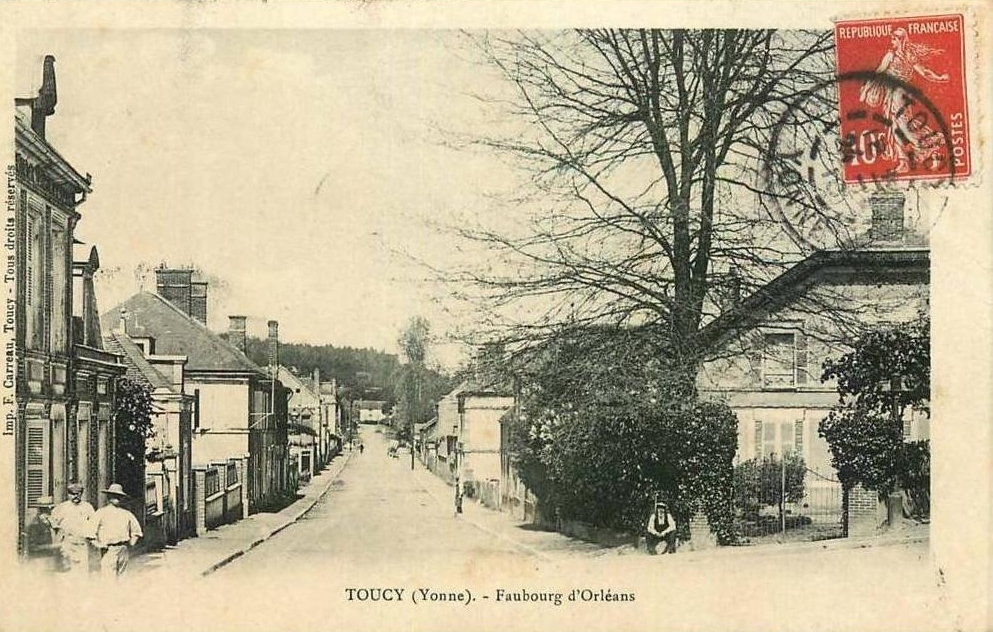
20世纪初的图西街头

图西所处区域在新石器时期就已出现人类活动。古典时期，这一地区出现了铁窑。公元五世纪时，图西为欧塞尔主教的一处领地。公元980年，欧塞尔主教埃里贝尔（伟大的于格之子）在图西修建了一处城堡。1015年，欧塞尔主教沙隆的于格授予图西领主男爵头衔。1060年，讷韦尔伯爵威廉三世与勃艮第公爵罗贝尔一世在图西附近发生激烈交战，图西城市及城堡被严重破坏。公元12世纪时，在欧塞尔主教安博的支持下，图西城堡得以重建。英法百年战争期间，勃艮第-英格兰联军于1423年占领并烧毁了图西，其城墙在15世纪末得到重建和完善。1455年，法兰西财政大臣雅克·柯尔购买了城堡并计划重建，但他在次年不幸逝世，图西城堡在此后数个世纪时间内处于废墟状态，其重建工程直至公元18世纪时在佩拉蒂耶尔侯爵（marquis de la Perratière）的支持下才有所推进。法国大革命后，图西成为约讷省的一个市镇。普法战争期间，一支普鲁士军队曾占领图西。1940年，图西遭到纳粹德军的猛烈轰炸，造成当地75名居民身亡。工业革命期间，交汇于图西的特里盖尔－叙尔日铁路、茹瓦尼－图西铁路和欧塞尔－日安铁路相继建成通车，这三条铁路因汽车兴起而于20世纪时陆续关闭。自1985年起，图西附近部分铁路线每年夏季开行皮赛-福泰尔旅游列车。2013至2016年间，图西为皮赛之心市镇公共社区的办公驻地。
在地方文化研究方面，图西的地方史爱好者奥拉斯·马尔库先生（Horace Marcoux）于1961年成立了“旧图西联盟”（Association du Vieux Toucy）。

## 地理

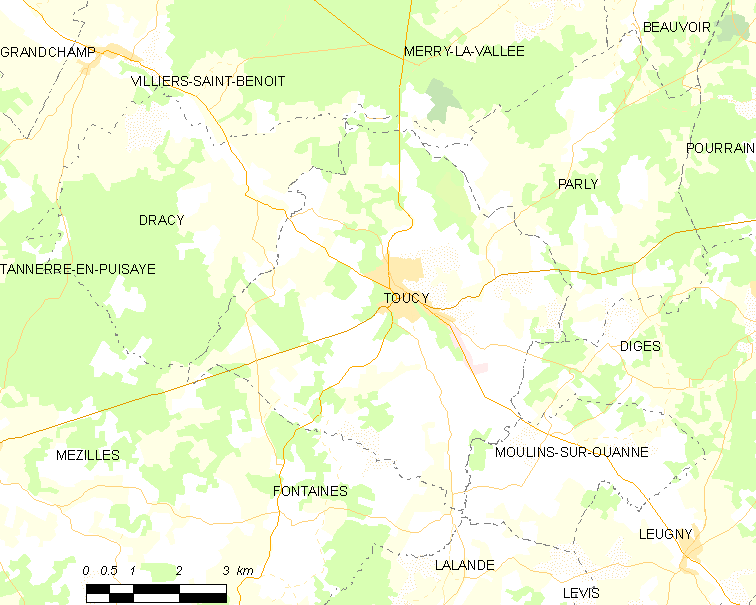
图西市镇范围地图

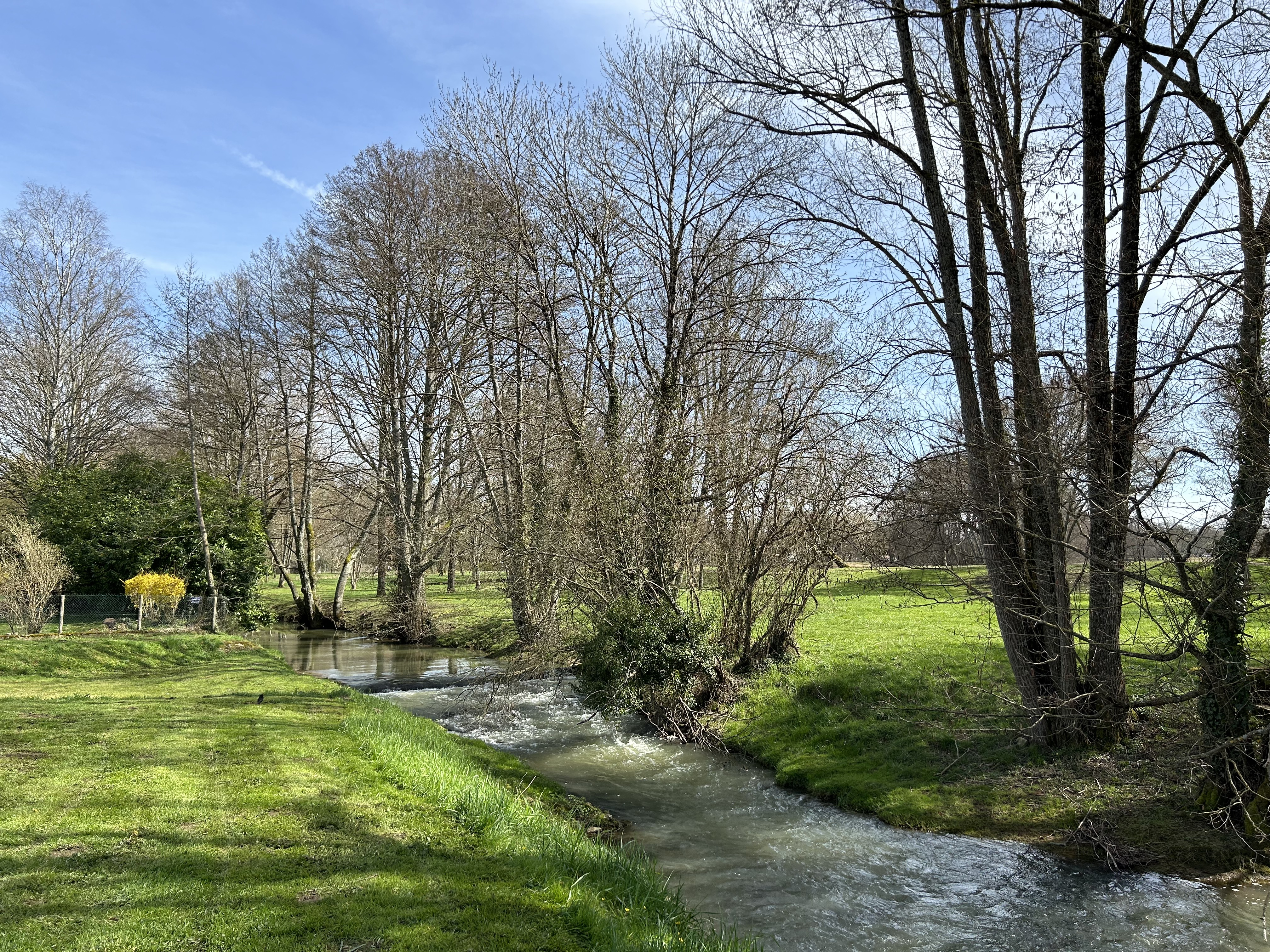
流经图西的瓦讷河

图西位于法国中北部，勃艮第-弗朗什-孔泰大区西部和约讷省西部，距离省会欧塞尔大约24公里。与图西接壤的市镇包括：维利耶圣伯努瓦、梅里拉瓦莱、帕尔利、德拉西、迪日、方丹和瓦讷河畔穆兰。

### 地形
图西位于皮赛地区东部，境内以浅丘为主，市镇中心大致包含三个散落的部分，其中核心区域位于瓦讷河谷内，地势较为平坦；拉莫十字架街区（La Croix Rameau）位于东侧的一处高地之上；西侧的迈松讷沃街区（Maison Neuve）则顺着地势自东向西抬升，全境海拔在177到306米之间。

### 水文
图西位于塞纳河流域范围内，瓦讷河自东南向西北流经境镇中心，该河左岸为图西湖（Lac de Toucy）。

### 植被
图西属于温带阔叶混交林区，林地广泛分布于河流水域附近及坡地地区。
在鲜花城市的评比中，图西被评为2星级鲜花城市。

### 气候
图西在柯本气候分类法中属于温带海洋性气候。
距离图西最近的常年气象站位于格朗尚境内，以下为该气象站的数据（其中日照数据取自欧塞尔气象站）：
| 格朗尚 1981年－2019年 | 格朗尚 1981年－2019年 | 格朗尚 1981年－2019年 | 格朗尚 1981年－2019年 | 格朗尚 1981年－2019年 | 格朗尚 1981年－2019年 | 格朗尚 1981年－2019年 | 格朗尚 1981年－2019年 | 格朗尚 1981年－2019年 | 格朗尚 1981年－2019年 | 格朗尚 1981年－2019年 | 格朗尚 1981年－2019年 | 格朗尚 1981年－2019年 | 格朗尚 1981年－2019年 |
| 月份                  | 1月                   | 2月                   | 3月                   | 4月                   | 5月                   | 6月                   | 7月                   | 8月                   | 9月                   | 10月                  | 11月                  | 12月                  | 全年                  |
| --------------------- | --------------------- | --------------------- | --------------------- | --------------------- | --------------------- | --------------------- | --------------------- | --------------------- | --------------------- | --------------------- | --------------------- | --------------------- | --------------------- |
| 历史最高温 °C（°F）   | 17.4 (63.3)           | 21.5 (70.7)           | 25.5 (77.9)           | 28.5 (83.3)           | 31.9 (89.4)           | 37.3 (99.1)           | 37.2 (99.0)           | 39.7 (103.5)          | 32.5 (90.5)           | 30.2 (86.4)           | 23.3 (73.9)           | 19 (66)               | 39.7 (103.5)          |
| 平均高温 °C（°F）     | 6.4 (43.5)            | 7.9 (46.2)            | 11.8 (53.2)           | 15.2 (59.4)           | 19.4 (66.9)           | 22.8 (73.0)           | 25.7 (78.3)           | 25.4 (77.7)           | 21.1 (70.0)           | 16.4 (61.5)           | 10.2 (50.4)           | 6.9 (44.4)            | 15.8 (60.4)           |
| 日均气温 °C（°F）     | 3.4 (38.1)            | 4.1 (39.4)            | 7.1 (44.8)            | 9.6 (49.3)            | 13.6 (56.5)           | 16.8 (62.2)           | 19.2 (66.6)           | 18.9 (66.0)           | 15.4 (59.7)           | 11.9 (53.4)           | 6.8 (44.2)            | 4.1 (39.4)            | 10.9 (51.6)           |
| 平均低温 °C（°F）     | 0.5 (32.9)            | 0.2 (32.4)            | 2.4 (36.3)            | 4 (39)                | 7.9 (46.2)            | 10.9 (51.6)           | 12.7 (54.9)           | 12.5 (54.5)           | 9.7 (49.5)            | 7.4 (45.3)            | 3.5 (38.3)            | 1.3 (34.3)            | 6.1 (43.0)            |
| 历史最低温 °C（°F）   | −24 (−11)             | −19 (−2)              | −13.9 (7.0)           | −5.3 (22.5)           | −1.5 (29.3)           | −0.5 (31.1)           | 3 (37)                | 2.5 (36.5)            | 0 (32)                | −7.1 (19.2)           | −10.3 (13.5)          | −17.5 (0.5)           | −24 (−11)             |
| 平均降水量 mm（）     | 65.5 (2.58)           | 54.2 (2.13)           | 57 (2.2)              | 57.9 (2.28)           | 68.6 (2.70)           | 63.5 (2.50)           | 57.3 (2.26)           | 57.6 (2.27)           | 63.8 (2.51)           | 73.4 (2.89)           | 68.8 (2.71)           | 69.7 (2.74)           | 757.3 (29.81)         |
| 月均日照時數          | 64.4                  | 85.6                  | 139.7                 | 175.3                 | 200.1                 | 215.9                 | 233.2                 | 224.2                 | 176.4                 | 118.4                 | 64.2                  | 51.4                  | 1,748.8               |
| 来源：infoclimat.fr   |                       |                       |                       |                       |                       |                       |                       |                       |                       |                       |                       |                       |                       |

## 行政区划
图西的市镇编号为89419，邮政编号为89130。
在行政管理方面，图西隶属于法国勃艮第-弗朗什-孔泰大区约讷省欧塞尔区；在地方选举方面，图西是皮赛之心县的中央投票站所在地，其市镇范围全境被划入约讷省第一选区；在社会管理方面，图西是皮赛-福泰尔市镇公共社区的组成部分。
截至2023年4月，图西市镇范围内暂无任何城市敏感街区及城市政策优先街区。
法国国家统计与经济研究所（简称）在进行数据统计时，将图西市镇单独设为图西城市核心区（Unité urbaine de Toucy），未将图西划入任何城市区（Aire urbaine）。自2020年起，图西被划入包含104个市镇的欧塞尔城市辐射区内。此外，还将图西市镇整体看作一个“块区”（IRIS），以便于统计人口分布情况。

## 交通

### 公路
约讷省省道D3线、D48线、D159线、D215线、D229线、D955线和D965线在图西境内交汇。勃艮第-弗朗什-孔泰大区下属的城际客运提供校车线路，可前往欧塞尔。
| 18 | 27 |

| 欧塞尔 | 24 |

| 茹瓦尼 | 31 |

| 科讷库尔 | 52 |

2019年，63.4%的图西家庭拥有至少一辆私人汽车。2019年，图西境内共发生各类交通事故2起，造成2人受伤，其中2人重伤。

### 铁路

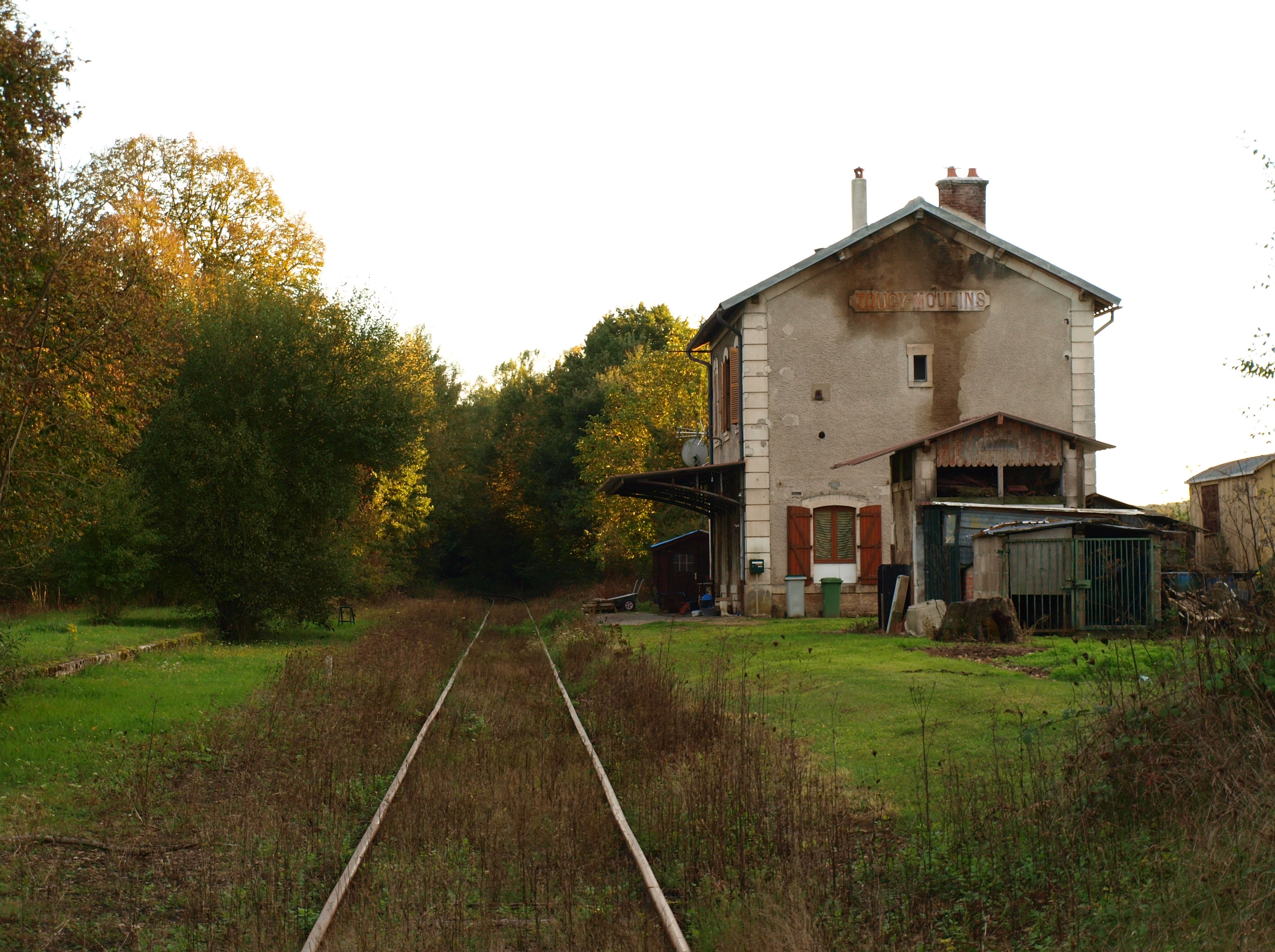
图西附近一段废弃的铁轨

图西位于特里盖尔－叙尔日铁路、茹瓦尼－图西铁路和欧塞尔－日安铁路的交汇处，这三条铁路均已停止商业服务。
距离图西最近的运营中的客运铁路车站为24公里外的欧塞尔圣热尔韦站，该站停靠前往巴黎、第戎、科尔比尼、阿瓦隆四个方向的区域列车。

### 航空
距离图西最近的民用航空站为145公里外的巴黎-奥利机场。

### 城市公共交通
截至2023年4月，图西暂无城市公共交通系统。

## 政治

### 市政内阁

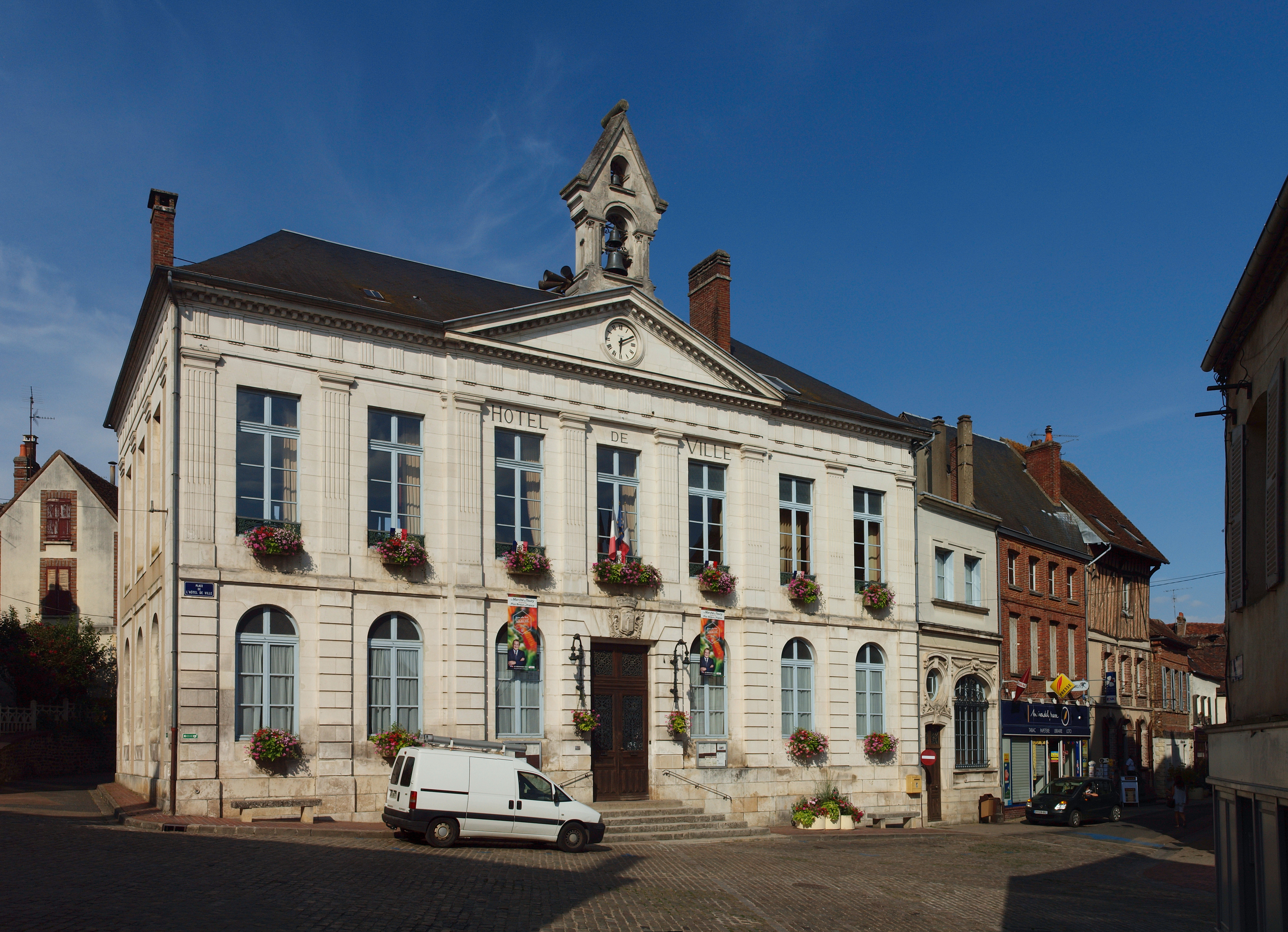
图西市政厅

图西的现任市长为米歇尔·科托夫奇金先生（Michel KOTOVTCHIKHINE），他是一名右翼无党派人士的一名成员，在2020年的市政选举中获得了100.00%的支持率（无其他候选人）。
| 图西历届市长   | 图西历届市长                            | 图西历届市长      |
| 任期           | 市长                                    | 党派              |
| -------------- | --------------------------------------- | ----------------- |
| 1944年－1971年 | Émile GENÊT 埃米尔·热内                 | 不详              |
| 1971年－1977年 | Luc PAUTRAT 吕克·波特拉                 | 不详              |
| 1977年－1989年 | Simone GOUSSARD 西莫娜·古萨尔           | UDF法国民主联盟   |
| 1989年－2001年 | Hugues CREMASCHI 于格·克雷马斯基        | 不详              |
| 2001年－2008年 | Serge BREUILLÉ 塞尔日·布勒耶            | DVG左翼无党派人士 |
| 2008年－       | Michel KOTOVTCHIKHINE 米歇尔·科托夫奇金 | DVD右翼无党派人士 |

### 各级选举
| 图西历届投票选举结果 | 图西历届投票选举结果 | 图西历届投票选举结果 | 图西历届投票选举结果 | 图西历届投票选举结果            | 图西历届投票选举结果 | 图西历届投票选举结果 | 图西历届投票选举结果               | 图西历届投票选举结果 | 图西历届投票选举结果 |
| 选举项目             | 选举范围             | 选区单位             | 选区单位内的选举结果 | 选区单位内的选举结果            | 选区单位内的选举结果 | 选区单位内的选举结果 | 选区单位内的选举结果               | 选区单位内的选举结果 | 参考资料             |
| 选举项目             | 选举范围             | 选区单位             | 第一轮胜出者         | 第一轮胜出者                    | 支持率               | 第二轮胜出者         | 第二轮胜出者                       | 支持率               | 参考资料             |
| -------------------- | -------------------- | -------------------- | -------------------- | ------------------------------- | -------------------- | -------------------- | ---------------------------------- | -------------------- | -------------------- |
| 2017年法國總統選舉   | 法國                 | 市镇                 |                      | 玛丽娜·勒庞                     | 28.17%               |                      | 埃马纽埃尔·马克龙                  | 54.63%               | [ 27 ]               |
| 2017年法国立法选举   | 约讷省第一选区       | 市镇                 |                      | 保罗·达希尔瓦·莫雷拉            | 32.25%               |                      | 纪尧姆·拉里韦                      | 55.99%               | [ 27 ]               |
| 2019年欧洲议会选举   | 法國                 | 市镇                 |                      | 若尔丹·巴尔代拉                 | 36.33%               | （不适用）           | （不适用）                         | （不适用）           | [ 29 ]               |
| 2021年法国省级选举   | 约讷省               | 县                   |                      | 阿妮克·贝蒂埃尔 达尼埃尔·格勒农 | 25.13%               |                      | 吉勒·阿布里 伊萨贝尔·弗罗芒-默里斯 | 62.35%               | [ 30 ]               |
| 2021年法国省级选举   | 约讷省               | 市镇                 |                      | 阿妮克·贝蒂埃尔 达尼埃尔·格勒农 | 22.78%               |                      | 吉勒·阿布里 伊萨贝尔·弗罗芒-默里斯 | 60.44%               | [ 30 ]               |
| 2021年法国大区选举   |                      | 市镇                 |                      | 朱利安·奥杜尔                   | 29.48%               |                      | 玛丽-吉特·迪费                     | 42.05%               | [ 31 ]               |
| 2022年法国总统选举   | 法國                 | 市镇                 |                      | 玛丽娜·勒庞                     | 33.09%               |                      | 玛丽娜·勒庞                        | 53.67%               | [ 27 ]               |
| 2022年法国立法选举   | 约讷省第一选区       | 市镇                 |                      | 达尼埃尔·格勒农                 | 27.11%               |                      | 达尼埃尔·格勒农                    | 53.88%               | [ 27 ]               |

## 人口
2019年，图西市镇人口数量为2,615，在法国排名第4,208位。其中男性1,217人，女性1,398人，75岁及以上人口占13.3%，外籍人口数量为25人，人口密度为75人/平方公里，当地男性居民被称为或，女性居民被称为或。2020年，图西境内出生15人，死亡人口64人。
| 图西1901年－2020年人口变化情况 |
|                                |
| 数据来源：Cassini、INSEE       |

## 经济

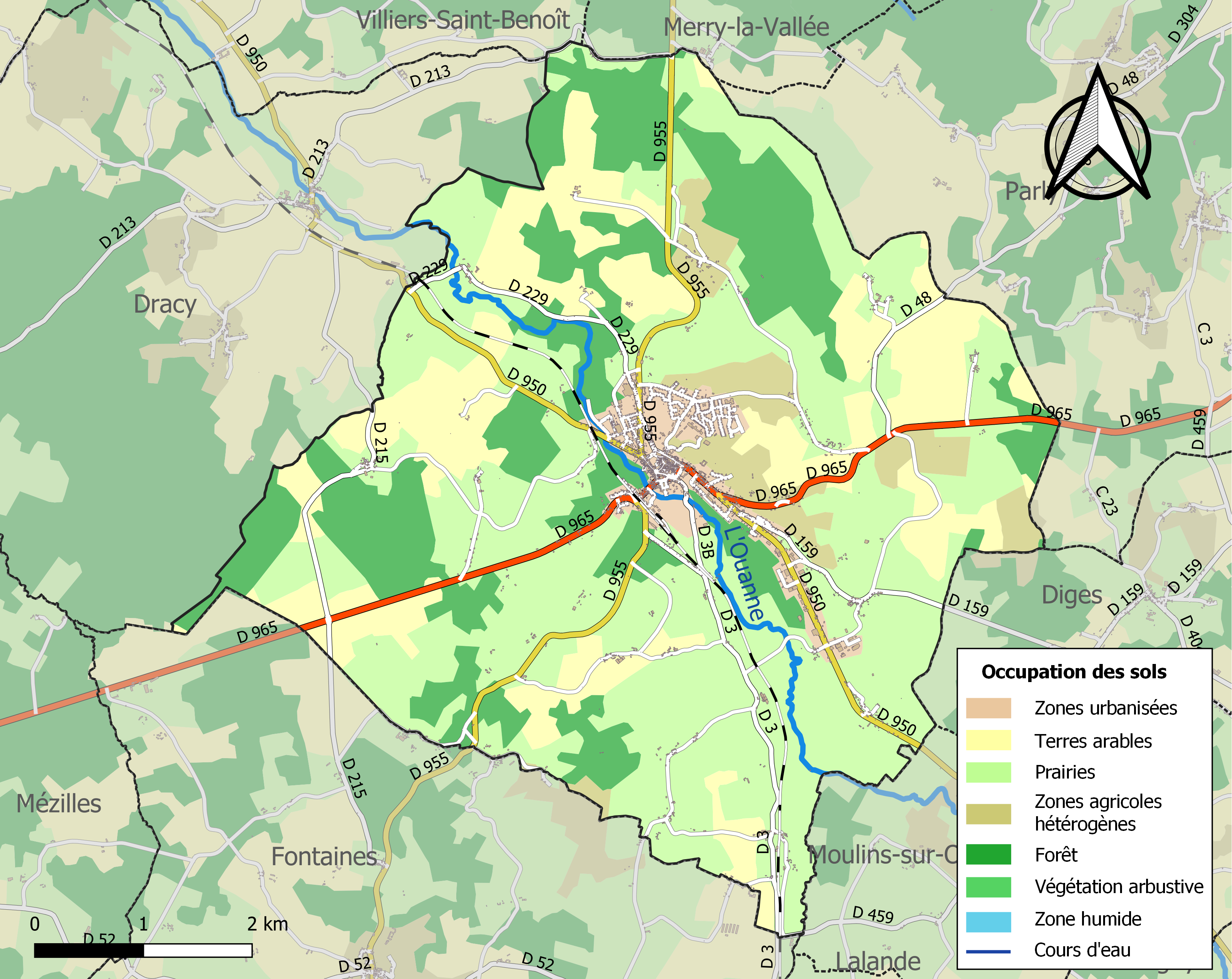
图西土地利用情况地图

图西是一个区域性的中心城市。截止2023年4月，图西市镇范围内共有各类用人单位（包含自雇）487家，平均历史为17年，其中99.62%为中小型企业（PME），2023年2月至4月间，当地的经济活力指数为0。（零售）、（农具销售）及（五金）是当地2021年营业额最高的三个企业，分别为15,804,381欧元、12,646,570欧元和3,241,513欧元。

## 财政与居民收入
2021年，图西的财政收入总额为2,643,130欧元，财政支出总额为2,435,400欧元，当年的债务总额为1,823,780欧元。2021年，图西市镇通过增值税获得75,850欧元的收入，此外当地还共获得了185,370欧元的国家直接财政补助。
2020年，图西的人均月收入总额为1,917欧元，其中高级职员为3,368欧元，低于法国平均水平（4,230欧元）；中级职员为2,172欧元，低于法国平均水平（2,411欧元）；普通职员为1,627欧元，亦低于法国平均水平（1,740欧元）。
2019年，图西境内的贫困率为14%，青壮年（15至64岁）失业率为14.7%；当地44.4%的家庭拥有纳税资格，平均纳税1,885欧元，低于法国平均水平（3,910欧元）。

## 社会事务

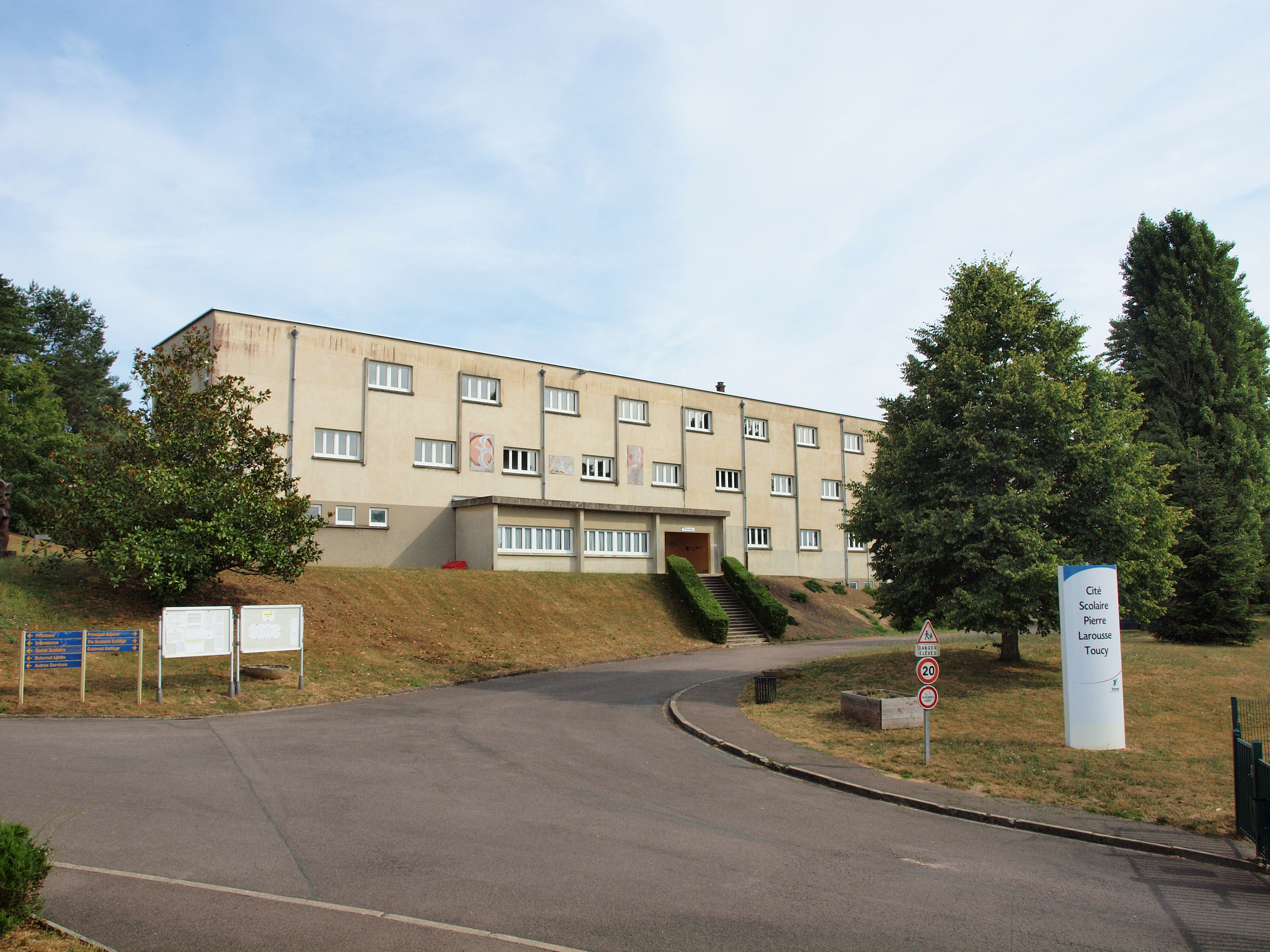
拉鲁斯教育园

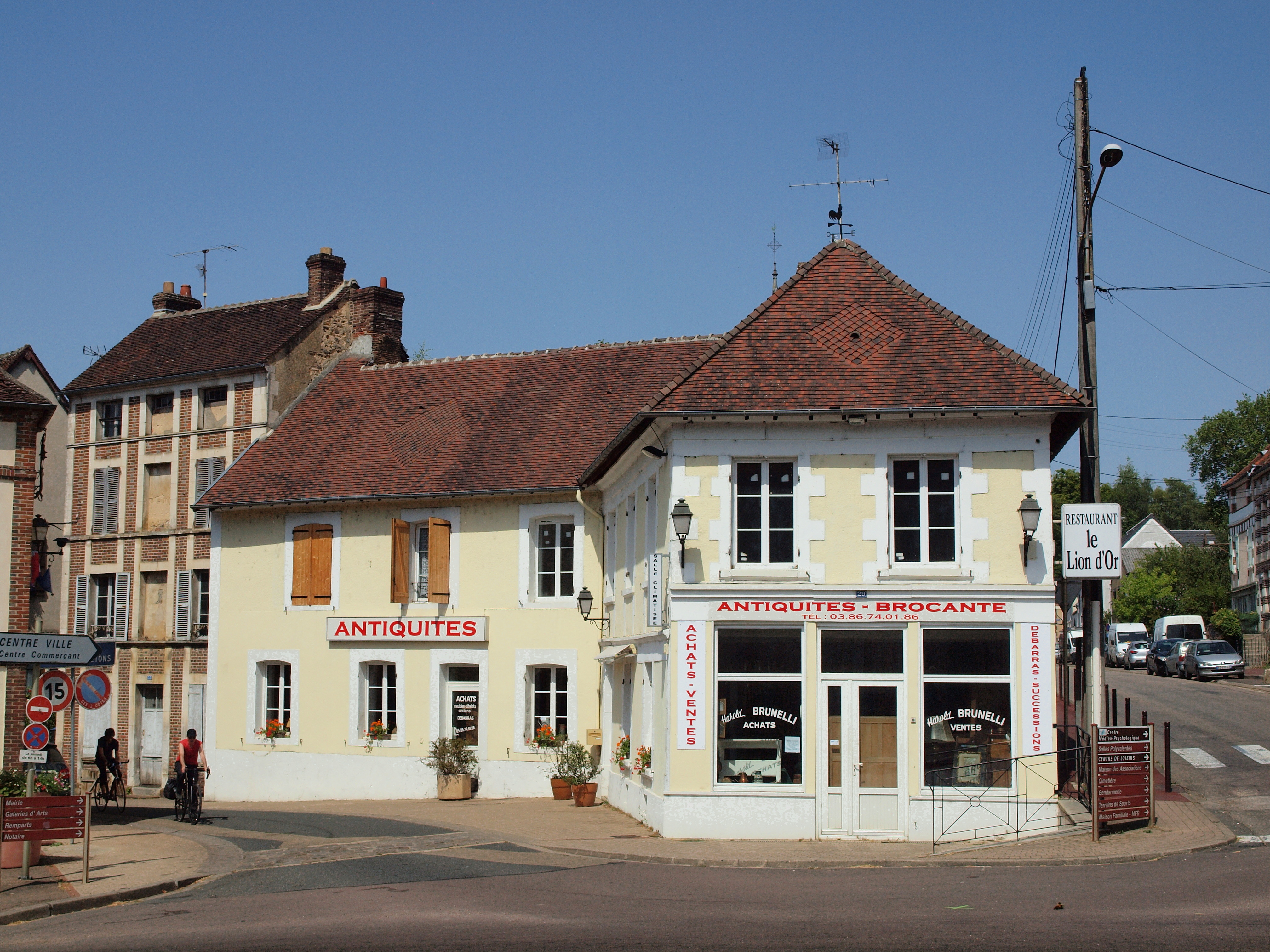
旧货商铺

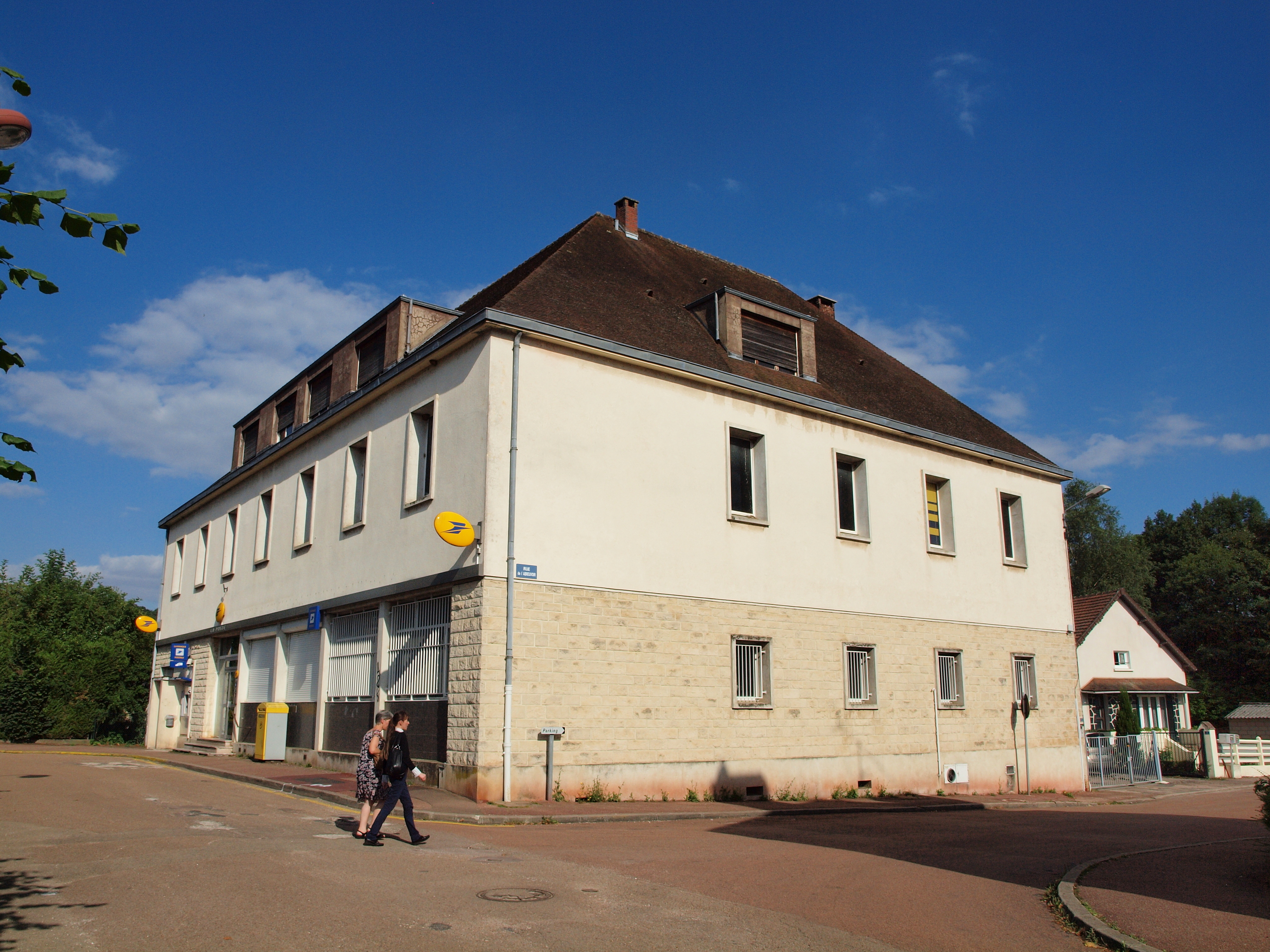
邮政大楼

### 教育
图西属于第戎学区。截止2021年1月1日，图西境内共有1所幼儿园、1所小学、1所初级中学、1所普通高中和1所农业高中。2021至2022学年度，图西境内共有在校中等教育阶段学生787名。

### 医疗
截止2021年1月1日，图西境内共有全科医生2名、保健师3名、牙医1名和护士4名。境内共有药房2家、养老院2家、残疾人帮扶中心1家。
距离图西最近的区域性医疗机构为欧塞尔中心医院（Centre Hospitalier d'Auxerre），其主病区位于欧塞尔市区，距离图西市区的正常车程大约24分钟，该院设有床位572个，是当地规模最大的公立综合性医院。

### 住房
2019年，图西境内共有各类住房1,658套，其中68.2%为独立式居民区，31.2%为集中式居民区。常住房屋占图西市镇范围内居民建筑总量的81.0%。
在住房保障政策方面，2021年，图西境内共有316户家庭获得了住房经济补助，受益人数占总人口数量的12.1%，其中306份为房租补助。

### 商业
2021年，图西境内共有各类实体商铺86家，其中餐厅10家、大型超市4家、杂货店1家、面包房2家、肉铺3家、书店2家、装饰品店2家、银行门店3家、美容美发店5家、汽车维修店6家。市区东南部建有开放式商业街区，有Intermarché、Lidl等购物商场。

### 体育
2021年，图西境内共有1家游泳池、1间体育馆、1座综合体育场、4处网球场、1处马术场、1处足球或橄榄球场以及2处篮球或排球场。
截至2023年4月，图西体育联盟（Union Sportive Toucycoise，编号527437）是图西境内唯一的一家注册足球俱乐部，其主队2022至2023赛季参加勃艮第-弗朗什-孔泰大区足球联赛丙组（法国第八级别），其主场为市政球场（Stade Municipal）。

### 环境
图西的环境事务由其所属的皮赛-福泰尔市镇公共社区联合各级政府协调负责。2021年，图西境内暂无污染企业。

### 治安
2021年，图西市镇范围内有1处宪兵队。
图西及其附近的共159个市镇是欧塞尔国家宪兵队（zone gendarmerie de Auxerre）的管辖范围。2020年，该宪兵队累计记录各类案件3,583起，其中盗窃类案件1,517起，经济类案件897起，毒品交易类案件214起。

## 文化
2021年，图西境内暂无任何文化设施。图西境内建有市政图书馆（Bibliothèque Municipale），每周二至六向公众开放（学生假期期间周一亦开放）。

### 建筑
图西境内有多处历史建筑，其中镇中心的圣伯多禄教堂为法国国家文物保护单位，市区东部的拉莫特米通城堡（Château de la Motte-Mitton）是当地的地标性建筑物。

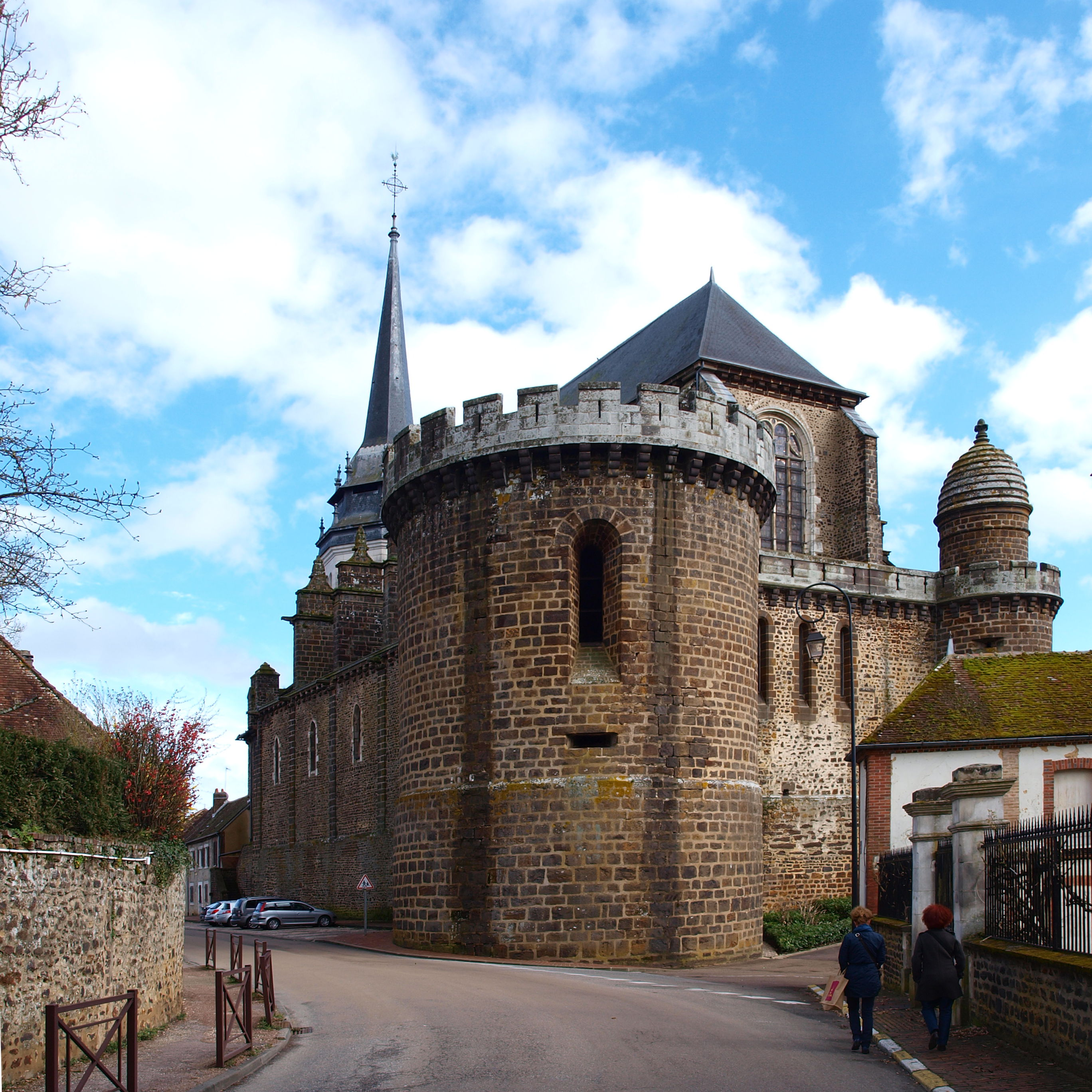
圣伯多禄教堂（法语：Église Saint-Pierre de Toucy）
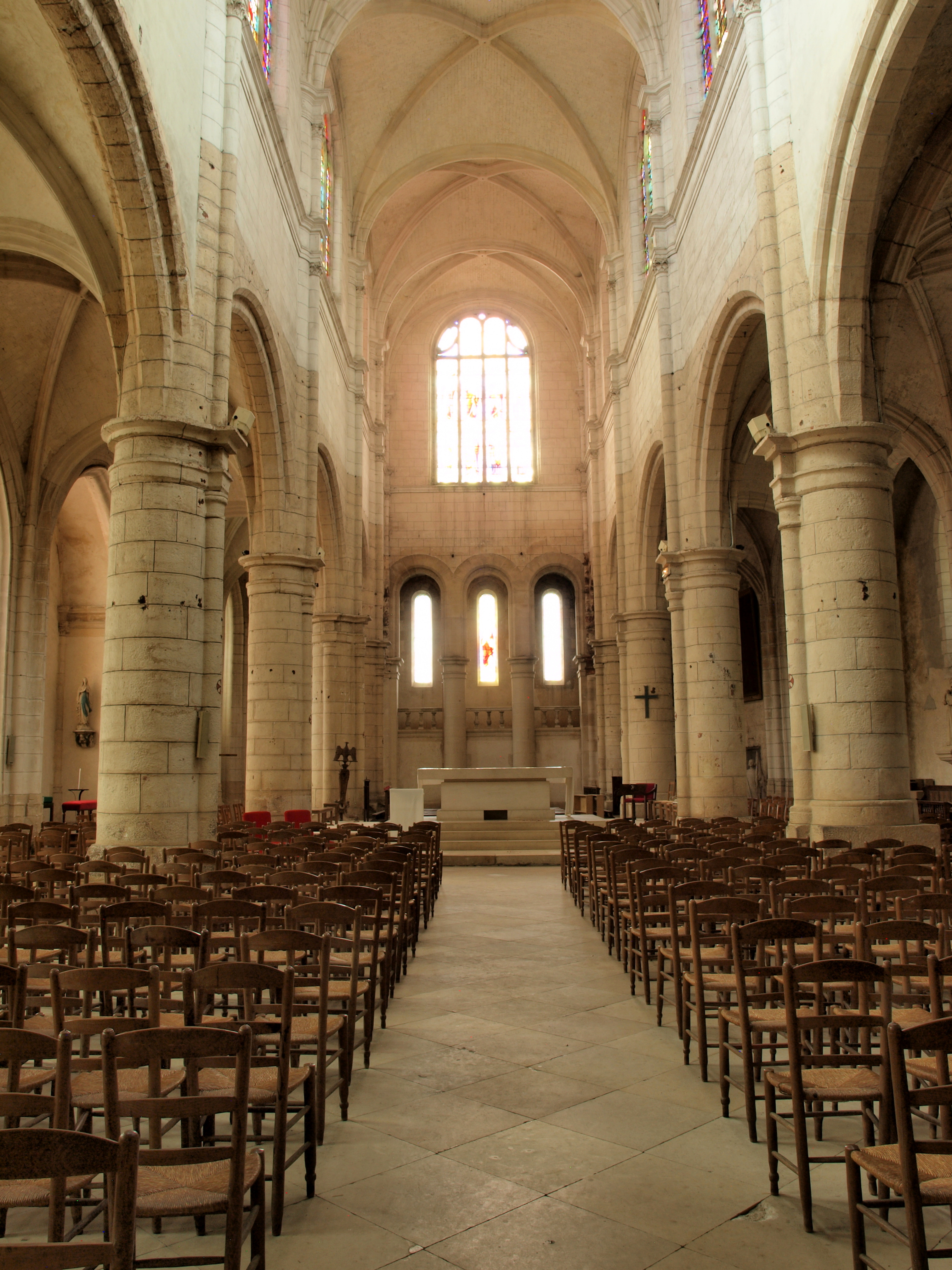
教堂大厅
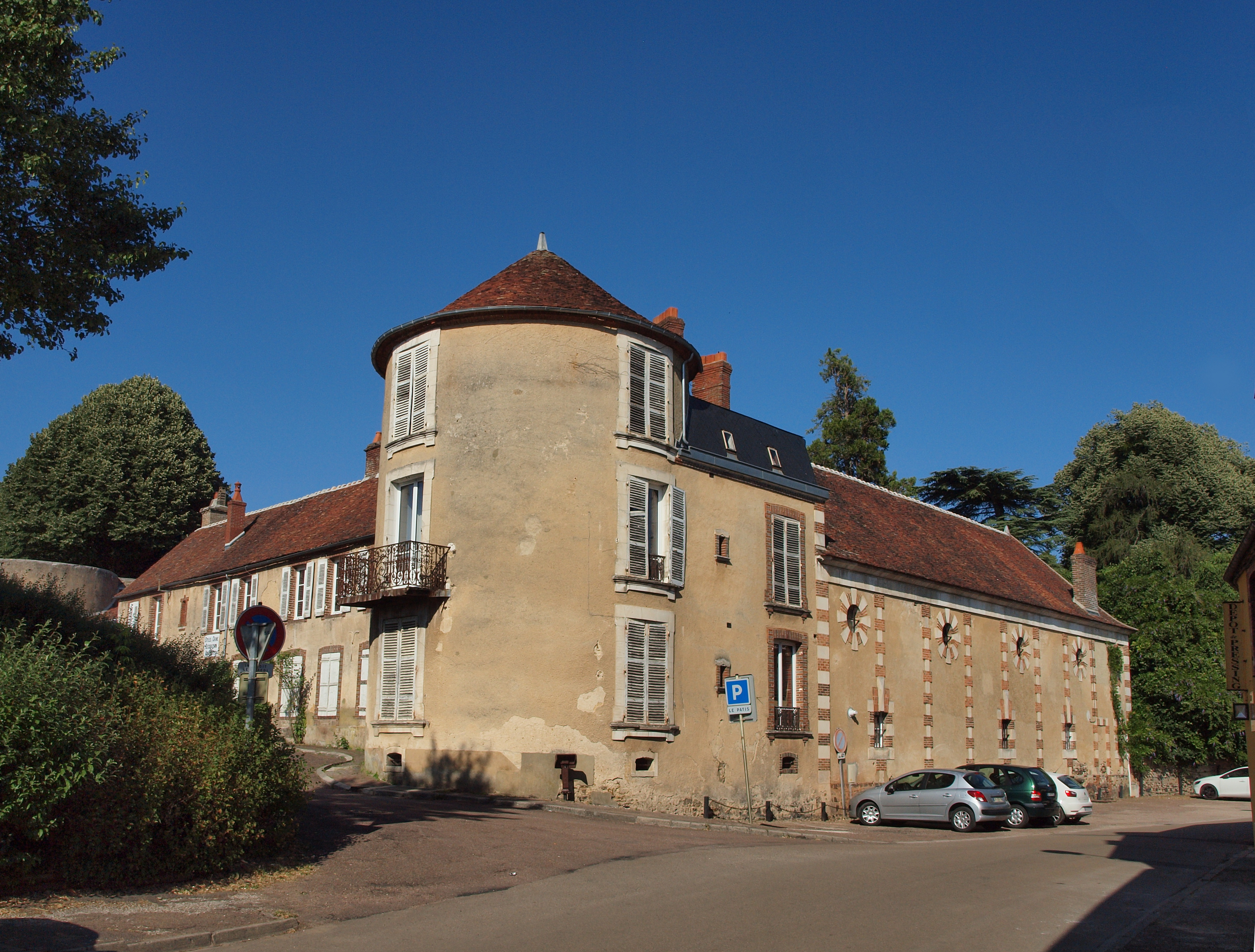
拉莫特米通城堡
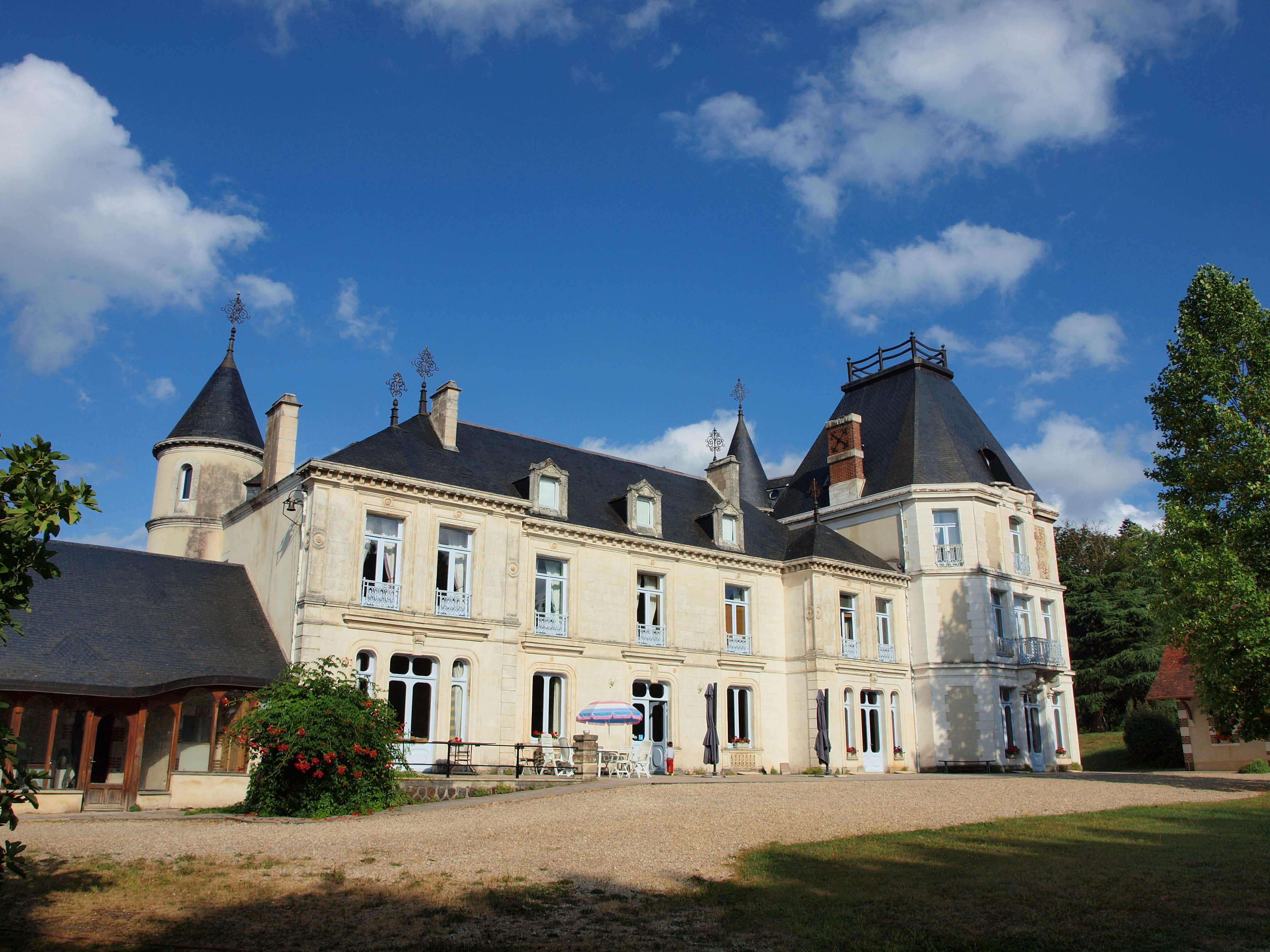
日拉庄园
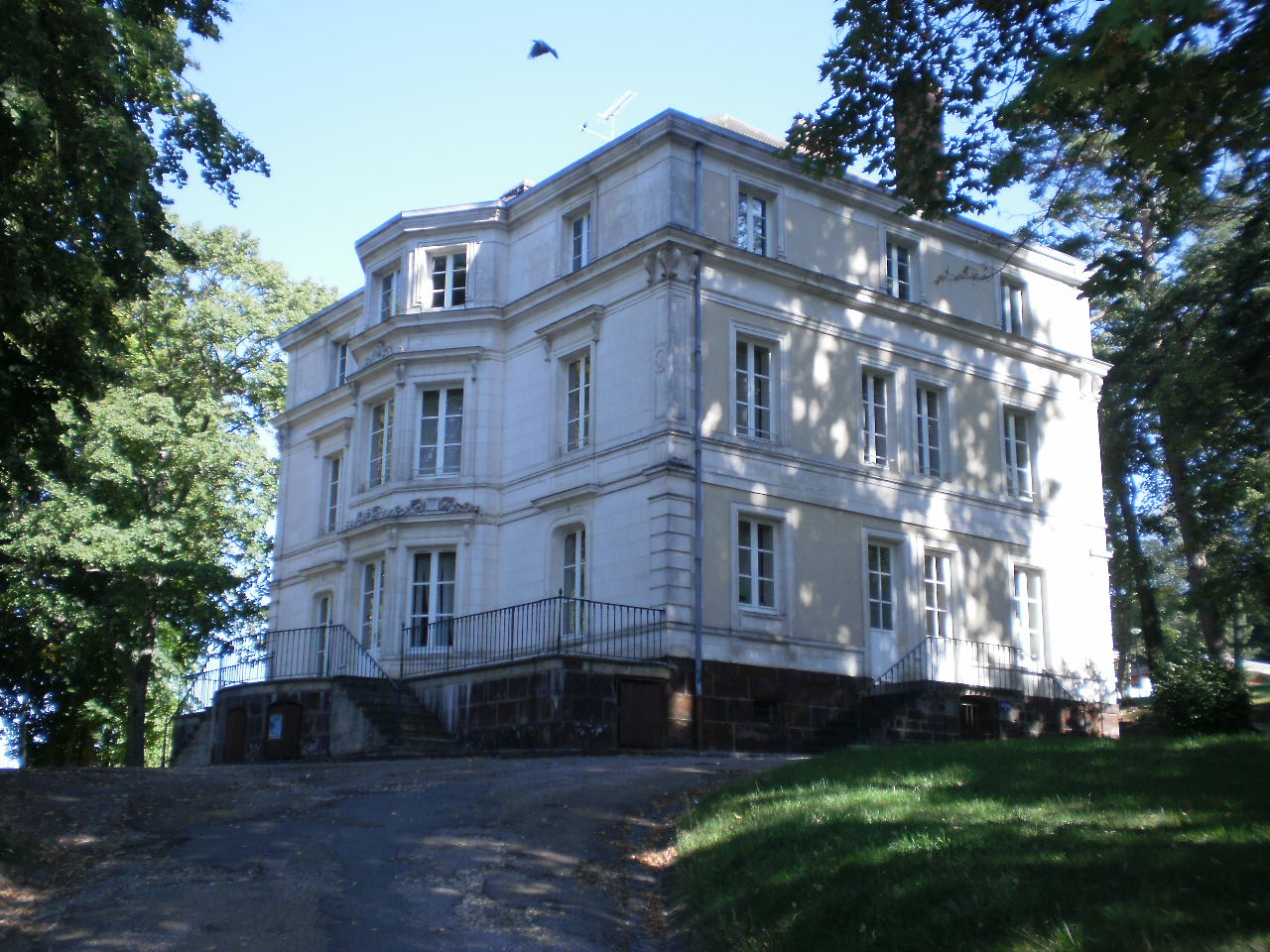
市政图书馆
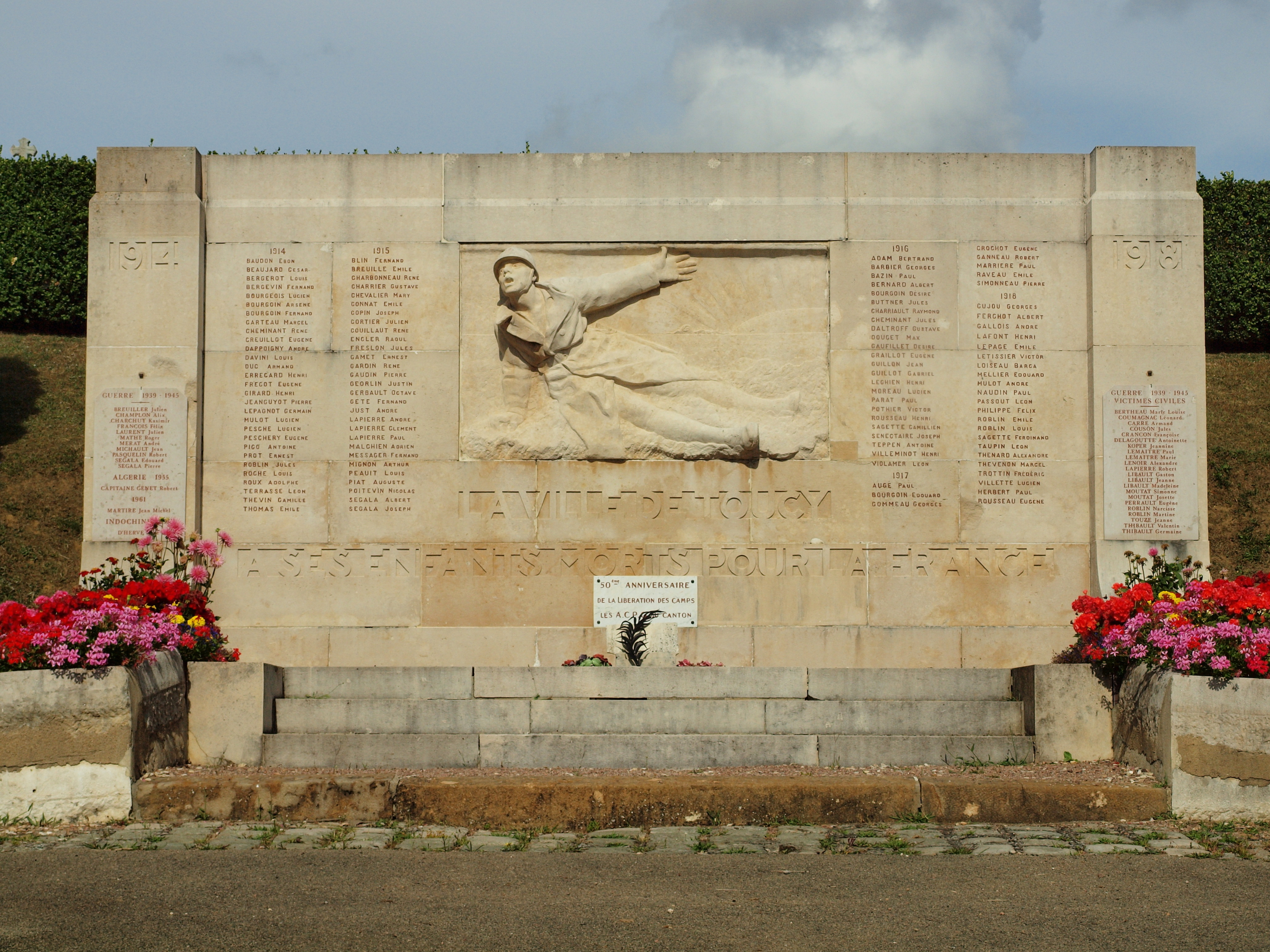
烈士境内墙
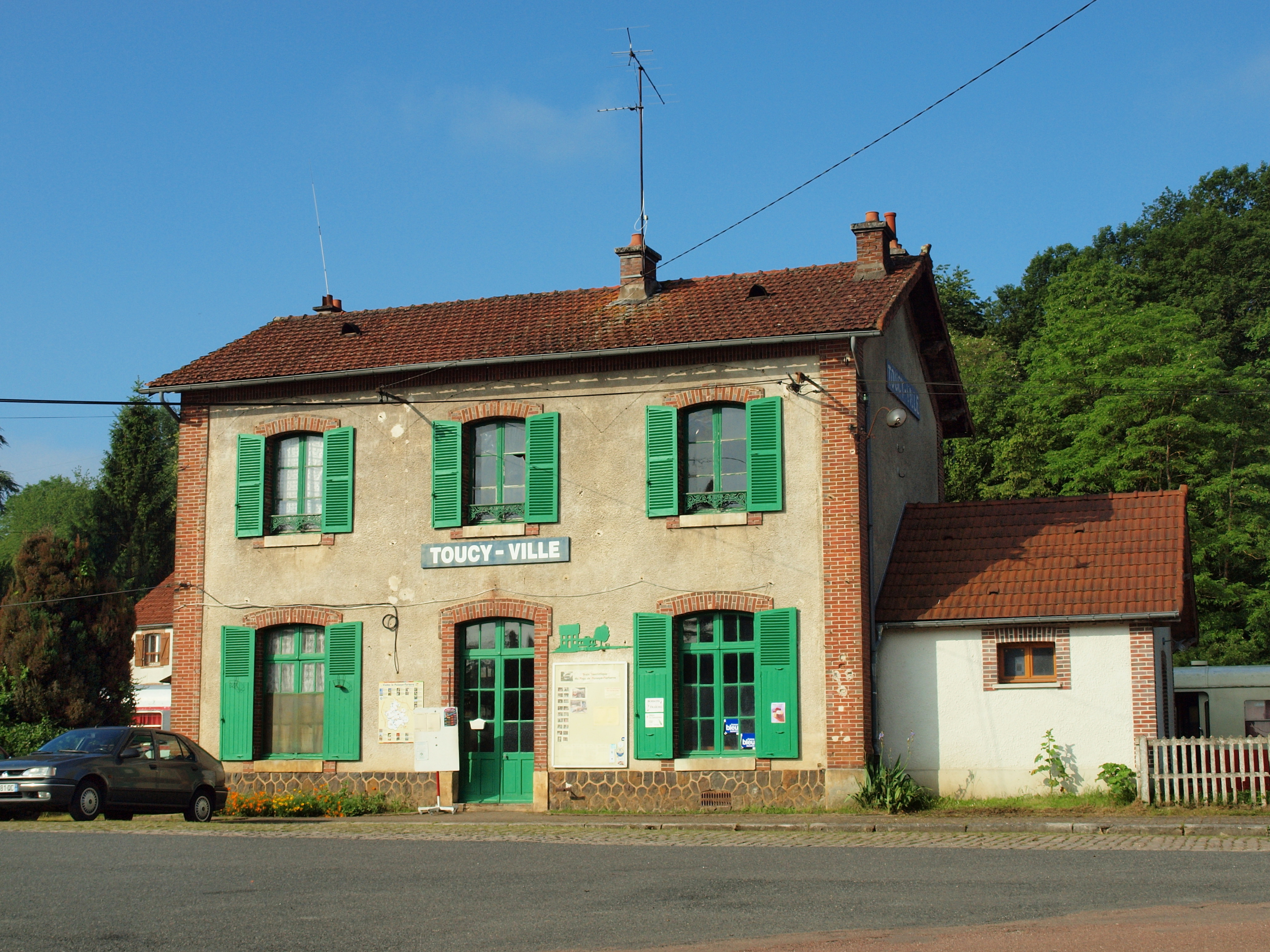
火车站旧址
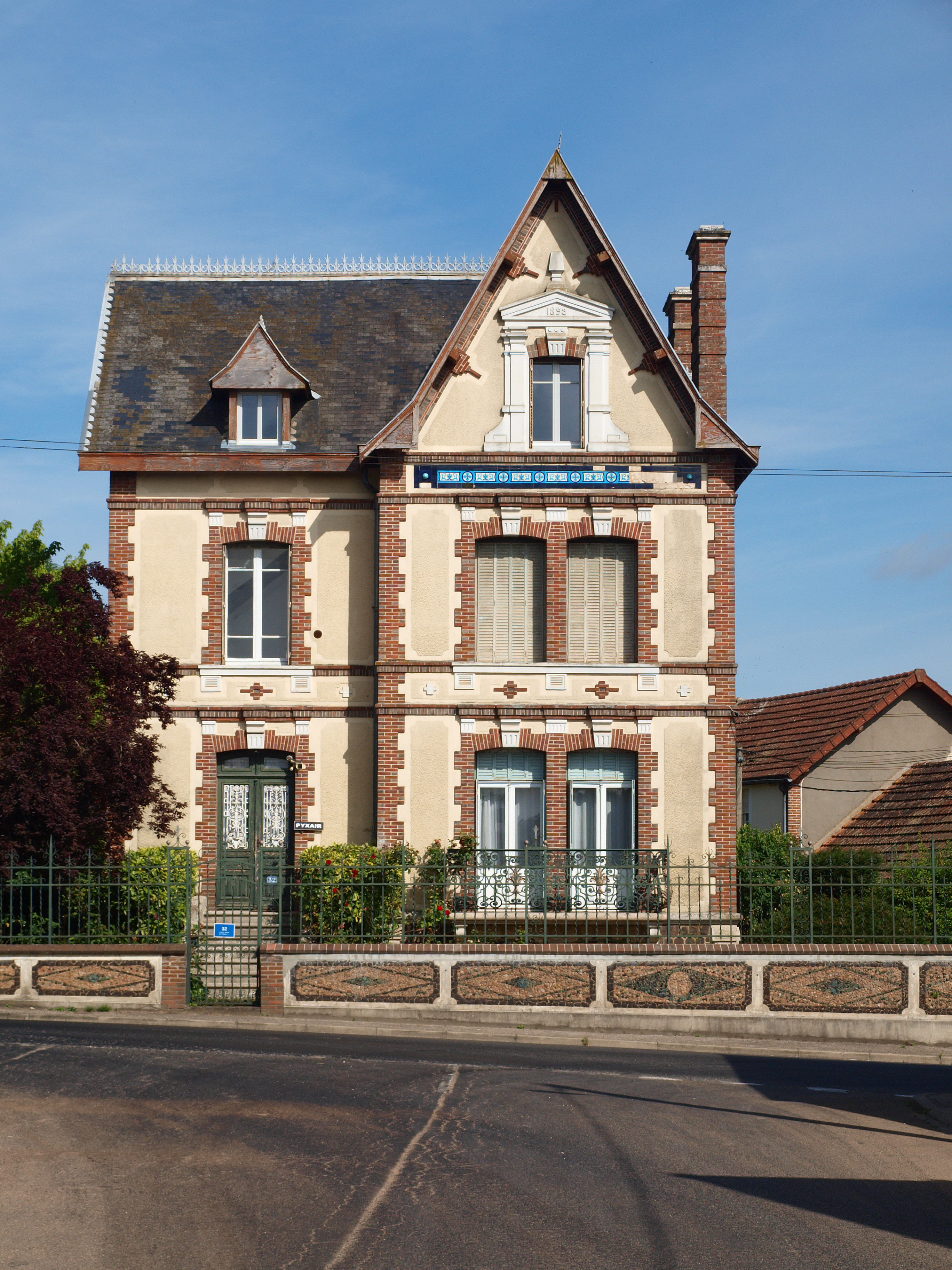
一处传统民居

### 旅游

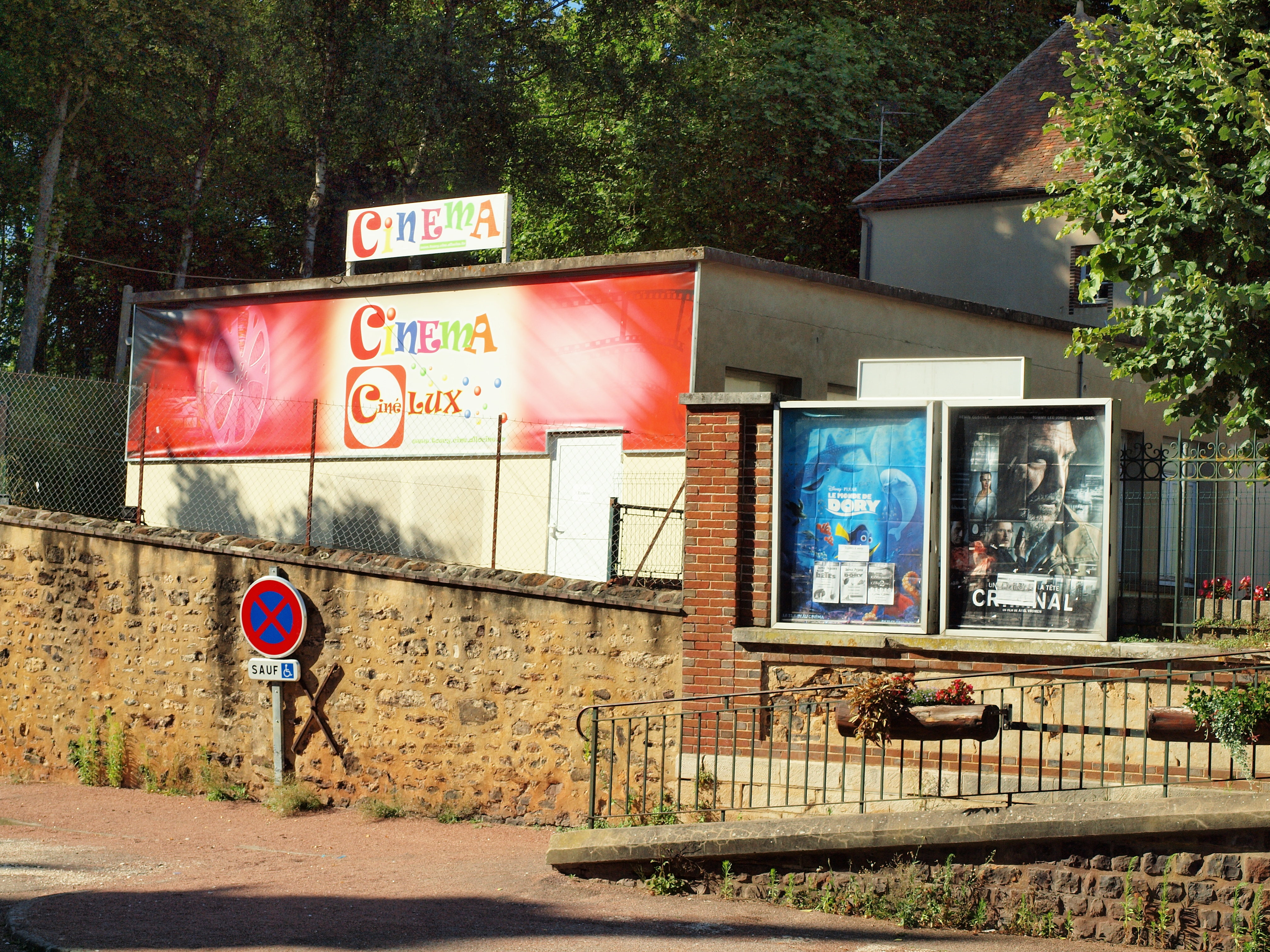
图西电影院

图西的旅游事务由其所属的皮赛-福泰尔市镇公共社区负责。2022年，图西境内共有1个露营地，可容纳共48辆露营车。

### 媒体
法国主要的媒体均可在图西接收，法国电视三台下属的勃艮第-弗朗什-孔泰大区频道在部分时段播出图西所在约讷省的地方新闻。《约讷省共和报》和蓝色法兰西欧塞尔广播是当地主要的地方性媒体。

## 相关人物
法国百科全书编纂家皮埃尔·拉鲁斯出生于图西。

## 友好城市
截至2023年4月，图西共与一座城市互为友好城市关系：
- 德国 库瑟尔